# Политички систем Марока
Мароко је дуалистичка уставна монархија са народним представништвом и независним судством. На челу државе се налази краљ Марока.

## Управна власт
Краљ је носилац управне власти у земљи и има велика уставна овлашћења. Он је истовремено и световни и духовни вођа народа Марока. Он предсједава Савјетом министара, именује премијера и остале министре на приједлог премијера и расписује нове изборе. Има право да смјени премијера и министре својим указом. Краљ је врховни командант војске и морнарице.
Власт краља Марока, ограничена уставом, није симболичка као у многим европским монархијама. Краљ заправо сам именује премијера, распушта народно представништво и расписује изборе.

## Законодавна власт
Законодавну власт врши дводомно народно представништво (меџлис). Меџлис представника (доњи дом) има 325 чланова који се бирају на пет година. Њих 295 се бира у изборним окрузима а 30 са посебне листе састављене само од жена. Меџлис савјетника (горњи дом) се састоји из 270 савјетника који се бирају на девет година.
Народно представништво одобрава законске приједлоге и нацрт буџета, упућује интерпелације министрима и оснива ад хок комисије за испитивање рада Владе. Доњи дом може смијенити Владу ако јој изгласа неповјерење.

## Судска власт
Судску власт у Мароку врше судови који су независни од других власти. Највиши суд је Врховни суд чије судије именује краљ Марока. 

## Управна подјела
Мароко је подијељен на 16 административно-управних региона. На њиховом челу се налазе валије које именује краљ Марока.